# Aphelinis
Aphelinis is een geslacht van kevers uit de familie bladsprietkevers (Scarabaeidae). Het geslacht werd voor het eerst wetenschappelijk beschreven in 1987 door Antoine.

## Soorten
- Aphelinis clypealis Antoine, 1987
- Aphelinis collarti Antoine, 1998
- Aphelinis desfontainei (Burgeon, 1931)
- Aphelinis krikkeni Antoine, 1989
- Aphelinis xanthosternon (Bourgoin, 1919)